# Клушин, Павел Николаевич
Павел Николаевич Клушин (29 июня 1813, Орёл — 4 (16) октября 1886, Санкт-Петербург) — российский государственный деятель; действительный тайный советник; губернатор Пермской, Волынской, Витебской, Херсонской губерний; член Государственного Совета.

## Биография
В 1830 году окончил Институт корпуса путей сообщения в чине прапорщика. С 19 июня 1830 года служил техником в строительном отряде; с 1832 года — в Московском драгунском полку.
В декабре 1837 года вышел в отставку в звании штаб-ротмистра и 30 декабря был зачислен на службу Петербургскую казённую палату.
В 1840—1845 годах был смотрителем Гатчинского уездного училища.
В 1846 году был назначен на должность Калужского вице-губернатора. Активно участвовал в деятельности губернского тюремного комитета; ревизовал городские управления уездных городов.
С 15 июня 1854 года — Пермский губернатор. В период Крымской войны организовывал рекрутские наборы в губернии и сбор средств на военные нужды, содействовал работе пермского военного госпиталя.
С 30 декабря 1855 года — Волынский губернатор в чине действительного статского советника (с 24.11.1855). С 16 сентября 1856 по 24 октября 1858 год — директор отделения промышленности и художеств в правительственной комиссии внутренних и духовных дел Царства Польского. В 1857 году был председателем комитета мануфактурной выставки в Варшаве. Весной и летом 1858 года, будучи в командировке в Германии, изучал устройство и содержание германских тюрем.
В 1858—1861 годах — Витебский губернатор, в 1861—1868 годах — Херсонский губернатор. Осуществлял в Херсонской губернии земскую реформу, благоустраивал губернский центр.
На губернаторских постах добивался увеличения поступлений в казну путём усиленного надзора за деятельностью административных органов губернии и упорядочивания городского хозяйства. Подал ряд ценных сведений и соображений в комиссию по подготовке освобождения крестьян; после Манифеста об отмене крепостного права от 19 февраля (3 марта) 1861 года награждён знаком и медалью в память этого события, а также особой медалью за труды по освобождению и знаком отличия за поземельное устройство бывших казённых крестьян.
С 21 августа 1868 года назначен присутствующим в Сенате.
В 1871 году проводил ревизию Пермской губернии; вскрыл серьёзные злоупотребления. Ряд местных чиновников и полицейских чинов были преданы суду, пермский губернатор Б. В. Струве был вынужден уйти в отставку.
В 1875 году был командирован с особыми полномочиями в Воронежскую губернию, где разрешил противостояние местной администрации и прокурора, возникшее в связи с отводом бывшим государственным крестьянам лесных участков.
С 24 декабря 1875 года был начальником главного гражданского управления на Кавказе. С 1 января 1877 года — член Государственного Совета.
Умер 4 (16) октября 1886 года. Похоронен на Никольском кладбище Александро-Невской лавры в Петербурге; могила не сохранилась.

### Семья
Жена — 1) Евдокия Петровна (урождённая Горчакова, 1826—1861), дочь князя П. Д. Горчакова; 2) Агафоклея Петровна (урождённая Трубецкая, 1824-1905), дочь князя П. П. Трубецкого, брак бездетен.
- сын — Пётр (1852—1908), генерал-майор (1894).
- сын — Николай (1854—1883), камер-юнкер Высочайшего Двора, кандидат правоведения.

Дядя — А. И. Клушин, писатель.

## Награды
Награждён высшими орденами Российской империи:
- Орден Святого Александра Невского
- орден Св. Владимира 2-й ст.
- орден Св. Анны 1-й ст. (1860)
- орден Св. Станислава 1-й ст. (1857)

также
- почётное звание «Первый гражданин города Херсона».

## Память
Павловский бульвар в Херсоне назван в честь бывшего губернатора и первого гражданина Херсона Павла Николаевича Клушина.